# マウンテンデュー
マウンテンデュー（Mountain Dew、Mtn Dewとも表記）は、ペプシコによって所有・製造された炭酸飲料のブランド。レモン・ライムの風味の微炭酸飲料である。 日本での販売はサントリーフーズが行っている。商品名は日本語の逐語訳では「山のしずく」であるが密造ウィスキーを意味するスラングに由来している。

## 歴史
1940年代にアメリカ合衆国のテネシー州ノックスビルで飲料工場を経営していたバーニーとアリー・ハートマン兄弟により、ウイスキーに混ぜるレモン・ライム味のミキサーとして開発された。1964年にペプシコが販売権を獲得し、アメリカで販売網を広げた。日本では1981年、北関東飲料（現・アシード株式会社）からタップボトル」と呼ばれる1.25lのプラスチック容器で販売開始された。発売以来、ヒット商品として当時低迷していたペプシを牽引していたが、名古屋地区のフランチャイズであった中部ペプシコーラボトリング（現・チェリオ中部）ではライバル製品であるスイートキッスの販売に力を入れており、名古屋地域で放送されたCMでは「中部ペプシコーラボトリング」のクレジット付だった。なお、名古屋市に本社があるカゴメは、かつてマウンテンデューを生産していた。

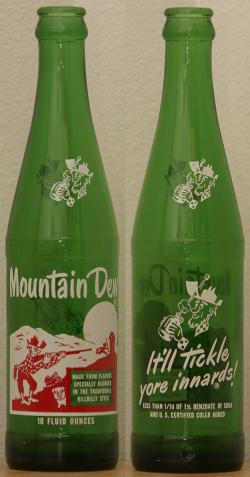
瓶のパッケージ(1960年代)

1997年10月に日本でのペプシコブランド製品のマスターフランチャイズ権（マーケティング及び製造販売総代理権）取得に関してペプシコと基本合意し、同年12月15日に契約を締結。翌年の1998年1月に、日本ペプシコーラが行っていた事業を分割し、製造・マーケティング機能をサントリー（現・サントリー食品インターナショナル）へ、営業・販売機能をサントリーフーズへそれぞれ移管。同年3月に「ペプシコーラ」のリニューアルと同時に「セブンアップ」と共にサントリーの製品として本格発売を開始した。当初は現在も発売されている350ml缶・500ml缶に加え、250ml缶と1.5Lペットボトルも設定されていた。日本初登場時はみかん果汁が1%含まれていたが、現在は無果汁である。
2006年5月にワンウェイ瓶仕様の330ml瓶を追加し、350ml缶・500ml缶をパッケージリニューアル。このタイミングでロゴマークを同年からアメリカをはじめ全世界で使用されている現行のロゴに変更となった。
2007年5月に初の500mlペットボトル製品である「マックスエアー」を発売。通常の「マウンテンデュー」のシトラス系フレーバーをベースに、炭酸を増量して爽快な刺激とすっきりとした味わいを楽しめる設計とし、液色をブランドカラーであるグリーンに変更した。その後、2008年5月には炭酸を更に増量してパッケージをリニューアルした「マックスエアー2」を、2009年5月には甘みを調整してすっきりとした後味に仕上げ、パッケージをリニューアルした「マックスエアー3」を発売し、年次改良を行いながら約3年にわたって販売された。
2010年4月にはコナミデジタルエンタテインメントとのコラボレーションにより、同社のゲーム『メタルギアソリッド ピースウォーカー』の登場キャラクターがデザインされたデザイン缶（350mlのみ）が数量限定で発売された。特典としてマウンテンデューもしくはペプシNEXのどちらかひとつがデザインされたTシャツを着た兵士でゲーム上で遊ぶことが出来るパスコードがついている。
2011年5月には紫色パッケージで「マウンテンデュー グレープ」が発売（350ml缶のみ）。当初は同年4月に発売が予定されていたが、同年3月に発生した東日本大震災の影響により発売が延期となり、5週間遅れての発売となった。
2012年4月にリニューアルを行い、人工着色料を不使用化。また、既存の缶製品（350ml・500ml）に加え、500mlペットボトルも新設された。同年6月には爽やかでスッキリとした味わいのクールシトラスフレーバーで、白い液色とブルーのパッケージである「ホワイトアウト」を発売（500mlペットボトルのみの設定）。
2014年6月に500ml缶を仕様変更。「ペプシコーラ」のパッケージリニューアルに合わせるもので、パッケージ上部が白となり、「BIGサイズ たっぷり」と「+150ml」が新たに記された。同年7月には、2009年まで販売されていた「マックスエアー」を5年ぶりに新仕様として数量限定で再発売。製品名を2007年当時の名称であった「マックスエアー」に戻し、内容量は先にリニューアル発売された「C.C.サイダー」同様、600mlに増量した。なお、通常の「マウンテンデュー」とは異なり、人工着色料が使用されている。

## ラインナップ
☆印は現在発売されているもの。店舗によっては公式の発売日よりも数日前から発売を開始している場合がある
- 250ml缶
  - マウンテンデュー オーロラ[2][14]
  - マウンテンデュー ゴールデンライム[2][14]
- 330ml瓶
  - マウンテンデュー オーロラ[15]
  - （2006年 5月 23日発売の期間限定品）
- 350ml缶☆
  - マウンテンデュー ドライジンジャー[2][15]
  - マウンテンデュー グレープ350ml缶（2011年 5月 24日 発売）
  - マウンテンデュー バイオレット350ml缶☆自販機専用商品
  - キックスタート 350ml缶（2018年 4月 10日 発売）
- 500ml缶
- 500mlペットボトル
  - マウンテンデュー ホワイトアウト 500mlペットボトル（2012年 6月 12日 発売）
  - マックスエアー 500mlペットボトル（2007年 5月 22日 発売）
  - マックスエアー2 500mlペットボトル（2008年 5月 20日 発売）
  - マックスエアー3 500mlペットボトル（2009年 5月 19日 発売）
- 600mlペットボトル
  - マックスエアー 600mlペットボトル（2014年 7月 29日 発売）

## 他社類似製品
- コカ・コーラ「メローイエロー」1979年発売（日本では1983年発売）
- チェリオ「スイートキッス」1982年発売
- サンガリア「ウィスパー」1983年発売

## テレビCMに出演した人物
- ジョーン・クロフォード（1968年アメリカで放送）
- チャック・ノリス
- スティーヴン・セガール
- ジャッキー・チェン
- チャニング・テイタム
- リバー・ウルノブ
- 小川範子